# ねこのガーフィールド
『ねこのガーフィールド』（The Garfield Movie）は、マーク・ディンダル監督による2024年のアメリカのコンピューターアニメーションコメディ映画であり、同名漫画を原作とする。
コロンビア・ピクチャーズとアルコン・エンターテインメント（後者の初のアニメーション映画）が制作し、DNEGアニメーションがアニメーション制作し、ソニー・ピクチャーズ リリーシング配給のもと、2024年5月24日に公開された。

## あらすじ
ガーフィールドは、肥満で座りがちなオレンジのトラ猫で、相棒のビーグル犬のオーディとその飼い主のジョン・アーバックルと共に甘やかされた生活を送る。

## スタッフ
- 監督：マーク・ディンダル（英語版）[1]
- 製作：ジョン・コーエン、クロスビー・クライス、ブロデリック・ジョンソン（英語版）、アンドリュー・A・コソーヴ、ナミット・マルホトラ、クレイグ・ソスト、スティーブン・P・ウェグナー
- 脚本：ポール・A・カプラン、マーク・トレード、デヴィッド・レイノルズ（英語版）[1]
- 編集：マーク・キーファー
- 音楽：ジョン・デブニー

## キャスト
※括弧内は日本語吹替。
ガーフィールド
声 - クリス・プラット（山里亮太〈南海キャンディーズ〉）
本作の主人公。怠け者なオレンジ色のトラネコで、
ラザニアやピザなど高カロリーの食べ物が好物。
ヴィック
声 - サミュエル・L・ジャクソン（山路和弘）
ガーフィールドの生き別れになった父親。
ジンクス
声 - ハンナ・ワディンガム（MEGUMI）
凶悪なペルシャネコ。
オットー
声 - ヴィング・レイムス（磯部勉）
紫色のハイランド牛。かつては牧場のマスコットだった。
ジョン・アーバックル
声 - ニコラス・ホルト（花江夏樹）
ガーフィールドとオーディの飼い主。
マージー
声 - セシリー・ストロング（浅野まゆみ）
オーディ
声 - ハーヴィー・ギレン
黄色のビーグル。ガーフィールドの親友。
ローランド
声 - ブレット・ゴールドスタイン（立木文彦）
大きいシャー・ペイ。ジンクスの子分。
ノーラン
声 - ボーウェン・ヤン（関智一）
小さいウィペット。ジンクスの子分。
モーリス
声 - スヌープ・ドッグ（木村昴）
青色のメインクーン。
オリヴィア
声 - ジェネル・ジェームズ（田村睦心）
緑色のネコ。
スニッカーズ
声 - アンガス・クラウド（下野紘）
小さい紫色のネコ。
Zapped Bird
声 - ジェフ・フォックスワーシー
リズ
声 - デヴ・ジョシー
獣医。
バリー
声 - キャメロン・バーナード・ジョーンズ（浪川大輔）
青い鳥。
エセル
声 - アリシア・グレース・タレル（日髙のり子）
オットーのガールフレンドの牛。